# IAN CHAN "TEARS" IN MY SIGHT SOLO CONCERT 2024
《IAN CHAN "TEARS" IN MY SIGHT SOLO CONCERT 2024》是香港男歌手陳卓賢的首個個人演唱會，亦是其第一次於亞洲國際博覽館AsiaWorld-Arena舉辦大型演唱會。演唱會由MakerVille主辦及MOOV協辦，並由Katch音樂娛樂平台及美國運通信用卡冠名贊助。這是MIRROR成員個人演唱會系列《MIRROR "In My Sight" Solo Concert 2023/24》的第五作。
同年12月再度舉行記者會，宣布於2025年會展開《IAN CHAN "TEARS" IN MY SIGHT SOLO CONCERT TOUR 2025》巡迴演唱會。演唱會由光尚娛樂主辦，移師至英國倫敦、澳洲墨爾本、悉尼及澳門舉行。

## 場次列表
| 場次                                                | 日期                                           | 國家／地區                                     | 城市                                           | 場館                                           | 開場時間                                       | 附註                                            |
| IAN CHAN "TEARS" IN MY SIGHT SOLO CONCERT 2024      | IAN CHAN "TEARS" IN MY SIGHT SOLO CONCERT 2024 | IAN CHAN "TEARS" IN MY SIGHT SOLO CONCERT 2024 | IAN CHAN "TEARS" IN MY SIGHT SOLO CONCERT 2024 | IAN CHAN "TEARS" IN MY SIGHT SOLO CONCERT 2024 | IAN CHAN "TEARS" IN MY SIGHT SOLO CONCERT 2024 | IAN CHAN "TEARS" IN MY SIGHT SOLO CONCERT 2024  |
| --------------------------------------------------- | ---------------------------------------------- | ---------------------------------------------- | ---------------------------------------------- | ---------------------------------------------- | ---------------------------------------------- | ----------------------------------------------- |
| 1                                                   | 2024年7月19日                                  | 香港                                           | 香港                                           | 亞洲國際博覽館 AsiaWorld-Arena                 | 晚上8時15分 （香港時間）                       | 第二次加場                                      |
| 2                                                   | 2024年7月20日                                  | 香港                                           | 香港                                           | 亞洲國際博覽館 AsiaWorld-Arena                 | 晚上8時15分 （香港時間）                       | MIRO 歌迷會優先訂購場次                         |
| 3                                                   | 2024年7月21日                                  | 香港                                           | 香港                                           | 亞洲國際博覽館 AsiaWorld-Arena                 | 晚上8時15分 （香港時間）                       | 另設網上直播                                    |
| 4                                                   | 2024年7月22日                                  | 香港                                           | 香港                                           | 亞洲國際博覽館 AsiaWorld-Arena                 | 晚上8時15分 （香港時間）                       |                                                 |
| 5                                                   | 2024年7月23日                                  | 香港                                           | 香港                                           | 亞洲國際博覽館 AsiaWorld-Arena                 | 晚上8時15分 （香港時間）                       | 第一次加場                                      |
| 6                                                   | 2024年7月24日                                  | 香港                                           | 香港                                           | 亞洲國際博覽館 AsiaWorld-Arena                 | 晚上8時15分 （香港時間）                       | 第一次加場                                      |
| 7                                                   | 2024年7月25日                                  | 香港                                           | 香港                                           | 亞洲國際博覽館 AsiaWorld-Arena                 | 晚上8時15分 （香港時間）                       | 第二次加場                                      |
| IAN CHAN "TEARS" IN MY SIGHT SOLO CONCERT TOUR 2025 |                                                |                                                |                                                |                                                |                                                |                                                 |
| 8                                                   | 2025年3月12日                                  | 英国                                           | 倫敦                                           | OVO Arena Wembley                              | 晚上7時30分 （英國標準時間）                   |                                                 |
| 9                                                   | 2025年6月6日                                   |                                                | 墨爾本                                         | Melbourne Convention and Exhibition Centre     | 晚上7時30分 （澳洲東部標準時間）               |                                                 |
| 10                                                  | 2025年6月8日                                   | 悉尼                                           | The Star Event Centre                          | 晚上7時30分 （澳洲東部標準時間）               |                                                |                                                 |
| 11                                                  | 2025年7月18日                                  | 澳門                                           | 澳門                                           | 銀河綜藝館                                     | 晚上8時30分 （澳門標準時間）                   |                                                 |
| 12                                                  | 2025年7月19日                                  | 澳門                                           | 澳門                                           | 銀河綜藝館                                     | 晚上7時 晚上6時30分 （澳門標準時間）           | 加場 受熱帶氣旋韋帕影響，本場次提前30分鐘開始。 |

## 《IAN CHAN "TEARS" IN MY SIGHT SOLO CONCERT 2024》表演曲目
以下為首場（7月19日）表演曲目：
1. 《One Summer's Day》（作曲：久石讓）
2. 《Lost at first sight》
3. 《DWBF》
4. 《搞不懂》
5. 《Distance》
6. 《Got U》
7. 《Thank You Postman》
8. 《我們》（原唱：陳奕迅）
9. 《開到荼蘼》（原唱：王菲）
10. 《地球上的最後一朵花》
11. 《Fly Me to the Moon》（原唱：Frank Sinatra）
12. 《天黑時想跟你到白頭》（原唱：AP 潘宇謙）
13. 《Étude No.6 in Cm - Left Hand》（由張貝芝彈奏）
14. 《擁抱後的歌》
15. 《鯨落》
16. 《再見 寧靜海》
17. 嘉賓環節
18. 《夜視鏡》
19. 《Sheesh》（原唱：MIRROR）
20. 《下次愛你》（原唱：王菀之）
21. 《另一個諾貝爾》
22. 《仍在》
23. 《留一天與你喘息》
24. 《二期大樓》（觀眾合唱）

Encore
1. 《抱抱無尾熊》
2. 《沒有你，我甚麼都不是》（原唱：陳柏宇）
3. 《正式開始》

- 《天黑時想跟你到白頭》只於7月19日場次表演。
- 7月21日場次《正式開始》後，第二次Encore《二期大樓》。
- 7月22日、7月24日場次《正式開始》後，第二次Encore《背伴》。
- 7月23日場次《正式開始》後，第二次Encore《以孤獨命名》。
- 7月24日、7月25日場次《Distance》Bridge段改為《Distance (Mandarin Version)》。
- 7月25日場次《正式開始》後，第二次Encore《留一天與你喘息》（改編版）及《背伴》，第三次Encore《Desperado》。

## 《IAN CHAN "TEARS" IN MY SIGHT SOLO CONCERT TOUR 2025》表演曲目
1. 《Lost at first sight》
2. 《DWBF》
3. 《搞不懂》
4. 《Distance》
5. 《Got U》
6. 《Thank You Postman》
7. 《我們》（原唱：陳奕迅）
8. 《鑿》
9. 《才二十三》（原唱：方大同）
10. 《地球上的最後一朵花》
11. 《Fly Me to the Moon》（原唱：Frank Sinatra）
12. 《鯨落》
13. 《再見 寧靜海》
14. 《夜視鏡》
15. 《Sheesh》（原唱：MIRROR）
16. 《下次愛你》（原唱：王菀之）
17. 《另一個諾貝爾》
18. 《仍在》
19. 《留一天與你喘息》

Encore
1. 《抱抱無尾熊》
2. 《玩偶奇遇記》
3. 《正式開始》

1. 《Lost at first sight》
2. 《DWBF》
3. 《搞不懂》
4. 《Distance》
5. 《Got U》
6. 《Thank You Postman》
7. 《我們》（原唱：陳奕迅）
8. 《鑿》
9. 《地球上的最後一朵花》
10. 《Fly Me to the Moon》（原唱：Frank Sinatra）
11. 《鯨落》
12. 《再見 寧靜海》
13. 《夜視鏡》
14. 《Sheesh》（原唱：MIRROR）
15. 《下次愛你》（原唱：王菀之）
16. 《另一個諾貝爾》
17. 《仍在》
18. 《留一天與你喘息》
19. 《抱抱無尾熊》
20. 《NPC的一場意外》
21. 《正式開始》

Encore
1. 《DWBF》
2. 《擁抱後的歌》

1. 《Lost at first sight》
2. 《DWBF》
3. 《搞不懂》
4. 《Distance》
5. 《Got U》
6. 《Thank You Postman》
7. 《我們》（原唱：陳奕迅）
8. 《鑿》
9. 《地球上的最後一朵花》
10. 《Fly Me to the Moon》（原唱：Frank Sinatra）
11. 《鯨落》
12. 《再見 寧靜海》
13. 《夜視鏡》
14. 《Sheesh》（原唱：MIRROR）
15. 《下次愛你》（原唱：王菀之）
16. 《另一個諾貝爾》
17. 《仍在》
18. 《留一天與你喘息》
19. 《抱抱無尾熊》
20. 《NPC的一場意外》
21. 《正式開始》

Encore 1
1. 《DWBF》
2. 《擁抱後的歌》

Encore 2
1. 《二期大樓》

1. 《One Summer's Day》（作曲：久石讓）
2. 《Lost at first sight》
3. 《DWBF》
4. 《搞不懂》
5. 《Distance》
6. 《Got U》
7. 《Thank You Postman》
8. 《我們》（原唱：陳奕迅）
9. 《鑿》
10. 《地球上的最後一朵花》
11. 《Fly Me to the Moon》（原唱：Frank Sinatra）
12. 《擁抱後的歌》
13. 《鯨落》
14. 《再見寧靜海》
15. 《夜視鏡》
16. 《Sheesh》（原唱：MIRROR）
17. 《下次愛你》（原唱：王菀之）
18. 《另一個諾貝爾》
19. 《仍在》
20. 《留一天與你喘息》
21. 《二期大樓》（觀眾合唱）

Encore 1
1. 《抱抱無尾熊》
2. 《NPC的一場意外》
3. 《正式開始》

Encore 2
1. 《樹會流眼淚》
2. 《以孤獨命名》
3. 《DWBF》

1. 《One Summer's Day》（作曲：久石讓）
2. 《Lost at first sight》
3. 《DWBF》
4. 《搞不懂》
5. 《Distance》
6. 《Got U》
7. 《Thank You Postman》
8. 《我們》（原唱：陳奕迅）
9. 《開到荼蘼》（原唱：王菲）
10. 《地球上的最後一朵花》
11. 《Fly Me to the Moon》（原唱：Frank Sinatra）
12. 《擁抱後的歌》
13. 《鯨落》
14. 《再見寧靜海》
15. 《夜視鏡》
16. 《Sheesh》（原唱：MIRROR）
17. 《下次愛你》（原唱：王菀之）
18. 《另一個諾貝爾》
19. 《仍在》
20. 《留一天與你喘息》
21. 《二期大樓》（觀眾合唱）

Encore 1
1. 《抱抱無尾熊》
2. 《NPC的一場意外》
3. 《正式開始》

Encore 2
1. 《樹會流眼淚》
2. 《背伴》
3. 《DWBF》

## 嘉賓列表
| 場次 | 日期          | 嘉賓            | 歌曲                                            | 來源          |
| ---- | ------------- | --------------- | ----------------------------------------------- | ------------- |
| 1    | 2024年7月19日 | 吳林峰          | 合唱《下一束光》 獨唱《呼吸困難》               | [ 10 ] [ 11 ] |
| 2    | 2024年7月20日 | 王菀之          | 合唱《迷失藝術》 獨唱《波點女王》               | [ 12 ] [ 13 ] |
| 3    | 2024年7月21日 | Gordon Flanders | 合唱《如果愛》（原唱：方大同） 獨唱《二八年華》 | [ 14 ]        |
| 4    | 2024年7月22日 | Serrini         | 合唱《四人遊》（原唱：方大同） 獨唱《樹妖》     | [ 15 ] [ 16 ] |
| 5    | 2024年7月23日 | 岑寧兒          | 合唱《如果我是一首歌》 獨唱《風的形狀》         | [ 17 ] [ 18 ] |
| 6    | 2024年7月24日 | 江海迦          | 合唱《理性與任性之間》 獨唱《孤雛》             | [ 19 ]        |
| 7    | 2024年7月25日 | 張敬軒          | 合唱《銀髮白》                                  | [ 20 ]        |